# Santa Fe, New Mexico

Santa Fe är huvudstad i den amerikanska delstaten New Mexico och är administrativ huvudort (county seat) i Santa Fe County. Befolkningen uppgick till 67 947 invånare år 2010. Ungefär halva stadens befolkning är spanskättlingar och deras djupt rotade kultur sätter en stark prägel på staden, bland annat genom den årliga fiestan. Invånarna kallar den ofta City Different.
De största näringarna i Santa Fe är turism och konst. Närheten till Los Alamos National Laboratory är också viktig för dess ekonomi.

## Geografi
Staden är belägen i den centrala delen av delstaten på 2 132 meter över havet vid floden Santa Fe, som är en biflod till Rio Grande. Det är sällan särskilt mycket vatten i floden, oftast finner man inte mer än en rännil där. Santa Fe är en ökenstad och har en ständig brist på vatten.

## Historia
Santa Fe grundades 1607 av europeiska invandrare som den första delstatshuvudstaden vid foten av Sangre de Cristo Mountains (Sangre de Cristo betyder "Kristi blod"), en bergskedja som är en del av Klippiga Bergen.
Santa Fe bibehåller sitt karakteristiska och gamla utseende genom en lokal lagstiftning som kräver att alla byggnader uppförs i stilen adobe.

## Kultur
Det kulturella inflytandet är starkt i Santa Fe. Det finns ett stort antal konstgallerier och i den offentliga miljön ses många skulpturer. Strax utanför Santa Fe hittar man också den omtalade Santa Fe Opera som sommartid lockar många artister.
Santa Fe innehåller en livlig samtidskonstscen, med Meow Wolf som dess främsta konstkollektiv. Med stöd av författaren George R.R. Martin, öppnade Meow Wolf  ett utarbetat utrymme för konstinstallation, kallat House of Eternal Return, år 2016.
Många författare följde tillströmningen av specialister inom bildkonst. Kända författare som D.H. Lawrence, Cormac McCarthy, Douglas Adams, Tony Hillerman, Roger Zelazny, Mary Hunter Austin, Rudolfo Anaya, George R. R. Martin och David Morrell är eller var invånare i Santa Fe.

## Demografi
Av befolkningen lever cirka 12 procent under fattigdomsgränsen. 

## Kända personer
- Tom Ford, modedesigner
- Anna Gunn, skådespelare
- Georgia O'Keeffe, konstnär, bodde länge i New Mexico och i Santa Fe mot slutet av sitt liv.
- George R.R. Martin, författare och manusförfattare, Game of Thrones
- Teal Swan, new age-ledare, föddes i Santa Fe, New Mexiko.

## Systerstäder
Santa Fe har tio systerstäder
- UZB Bukhara, Uzbekistan
- CUB Holguín, Kuba
- KOR Icheon, Sydkorea
- ZAM Livingstone, Zambia
- MEX Parral, Mexiko
- MEX San Miguel de Allende, Mexiko
- ESP Santa Fe, Spanien
- ITA Sorrento, Italien
- JPN Tsuyama, Japan
- CHN Zhang Jia Jie, Kina